# Якубовская, Ангелика
Ангели́ка Якубо́вская (пол. Angelika Jakubowska; 30 апреля 1989) — польская модель из города Любань, которая выиграла титул Мисс Полония 2008. Она представляла Польшу на конкурсе Мисс Вселенная 2009 и Мисс Интернешнл 2009.                            В течение 2008 года состоял в непродолжительных отношениях со шведским полупрофессиональным футболистом Магнусом «Манканом» Андерссоном. Якубовска позировала для Playboy Poland в сентябре 2010 года.